# Sint-Vincentiuskapel (Maastricht)

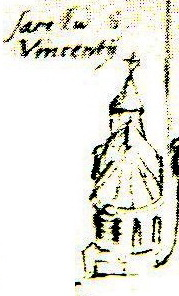
De kapel op een 16e-eeuwse schets

De Sint-Vincentiuskapel was een van de dertien verdwenen kerspel- of wijkkapellen in de Nederlandse stad Maastricht. De kapel lag op de hoek van de Bredestraat en het Onze Lieve Vrouweplein.

## Geschiedenis
De kapel werd voor het eerst schriftelijk vermeld in de 13e eeuw. Deze lag op de uiterste grens van de middeleeuwse Sint-Servaasparochie en viel onder het gezag van het kapittel van Sint-Servaas.
In 1632, na de inname van Maastricht door Frederik Hendrik, werd de kapel door het Staatse militaire gezag gevorderd en was daarna in gebruik als wapenopslagplaats. Het is niet bekend wanneer de kapel werd afgebroken.